# Goudkruintangare
De goudkruintangare (Iridosornis rufivertex) is een zangvogel uit de familie Thraupidae (tangaren).

## Verspreiding en leefgebied
Deze soort telt 4 ondersoorten:
- I. r. rufivertex: van centraal Colombia en westelijk Venezuela tot noordelijk Peru.
- I. r. caeruleoventris: noordwestelijk Colombia.
- I. r. ignicapillus: zuidwestelijk Colombia.
- I. r. subsimilis: westelijk Ecuador.